# Dopolavoro Aziendale Marzotto-Manerbio 1941-1942
Questa voce raccoglie le informazioni riguardanti il Dopolavoro Aziendale Marzotto-Manerbio nelle competizioni ufficiali della stagione 1941-1942.

## Rosa
| N. |                   | Ruolo | Calciatore           |
| -- | ----------------- | ----- | -------------------- |
|    | Italia (bandiera) | C     | Ugo Allegri          |
|    | Italia (bandiera) | A     | F. Baroncini         |
|    | Italia (bandiera) | A     | L. Berrettera        |
|    | Italia (bandiera) | A     | L. Bertoni           |
|    | Italia (bandiera) | D     | Giovanni Bona        |
|    | Italia (bandiera) | A     | G. Camisani          |
|    | Italia (bandiera) | A     | Arnaldo Cadei        |
|    | Italia (bandiera) | P     | I. Cavagnini         |
|    | Italia (bandiera) | C     | F. Cominelli         |
|    | Italia (bandiera) | A     | E. Conca             |
|    | Italia (bandiera) | C     | Angelo Damonti       |
|    | Italia (bandiera) | D     | Domenico Damonti     |
|    | Italia (bandiera) | A     | Giacomo Favalli      |
|    | Italia (bandiera) | D     | Mentore Ferrari      |
|    | Italia (bandiera) | A     | Armando Giustacchini |
|    | Italia (bandiera) | D     | E. Mabizanetti       |

| N. |                   | Ruolo | Calciatore        |
| -- | ----------------- | ----- | ----------------- |
|    | Italia (bandiera) | A     | A. Maggini        |
|    | Italia (bandiera) | P     | Emilio Medola     |
|    | Italia (bandiera) | D     | V. Miglioli       |
|    | Italia (bandiera) | P     | Giacomo Morandi   |
|    | Italia (bandiera) | D     | P. Morandi        |
|    | Italia (bandiera) | P     | P.G. Morandi      |
|    | Italia (bandiera) | D     | Tullio Nalli      |
|    | Italia (bandiera) | A     | Giuseppe Pedretti |
|    | Italia (bandiera) | C     | G. Perotti        |
|    | Italia (bandiera) | A     | G. Pezza          |
|    | Italia (bandiera) | D     | Francesco Scalci  |
|    | Italia (bandiera) | C     | Fausto Venturini  |
|    | Italia (bandiera) | C     | M. Venturini      |
|    | Italia (bandiera) | A     | Renato Zanotti    |
|    | Italia (bandiera) | D     | Serafino Ziletti  |